# The Adventures of Bumblefoot
Albums de Ron Thal
Hermit
(1997)
The Adventures of Bumblefoot (and other tales of woe…) est le premier album du guitariste Ron Thal sorti en 1995.

## À propos de l'album
Tous les titres des morceaux viennent de noms de maladies d'animaux, la future femme de Ron Thal étudiant à l'époque en école vétérinaire. Le dessin de la pochette réalisé par Ron Thal (sur un PC Windows 3.11 avec Corel Draw 4) représente chacune de ses maladies,.
L'album a été entièrement enregistré dans le sous-sol de la maison des parents de Ron Thal en 1994. Quelques chansons avaient été enregistrées précédemment : Malignant Carbuncle en 1991 pour une vidéo pédagogique qui n'a jamais vu le jour ; Blue Tongue en 1992 et Bumblefoot en 1993 (ces deux morceaux ont précédemment figuré sur des compilations).
Sur le disque original figurent deux titres bonus : un poème dont les mots ont été transposés en code musical selon la notation anglaise (A=Do, B=si, C=do , etc.), et une chanson écrite par Ron Thal alors qu'il avait 17 ans à propos des poissons dans les eaux pollués de Staten Island.
L'album, qui fut longtemps indisponible, a été réédité en 2010 par Shrapnel Records, le label d'origine,.

## Les pistes
Toute la musique est composée par Ron Thal.
| No  | Titre                           | Durée |
| --- | ------------------------------- | ----- |
| 1.  | Bumblefoot                      | 3:46  |
| 2.  | Orf                             | 5:24  |
| 3.  | Scrapie                         | 3:06  |
| 4.  | Blue Tongue                     | 3:38  |
| 5.  | Limberneck                      | 1:16  |
| 6.  | Q Fever                         | 6:17  |
| 7.  | Strawberry Footrot              | 3:29  |
| 8.  | Ick                             | 4:36  |
| 9.  | Malignant Carbuncle             | 1:31  |
| 10. | Rinderpest                      | 4:16  |
| 11. | Strangles                       | 3:37  |
| 12. | Fistulous Withers               | 7:34  |
| 13. | Poem (titre bonus)              | 2:38  |
| 14. | Shell On The Sand (titre bonus) | 0:59  |

La réédition de 2010 ajoute quelques titres bonus, enregistrées pour la bande-son du jeu vidéo Wild Woody :
| No  | Titre      | Durée |
| --- | ---------- | ----- |
| 15. | Pirates    | 1:56  |
| 16. | Mythology  | 2:22  |
| 17. | Sci-Fi     | 1:51  |
| 18. | Cemetery 1 | 2:06  |
| 19. | Cemetery 2 | 2:03  |

## Musicien
- Ron Thal : guitares, basse, chant, batterie programmée